# Zaterdag Hoofdklasse B
De Zaterdag Hoofdklasse B was een van de drie (later twee) zaterdag-Hoofdklassen in het Nederlands amateurvoetbal. Met ingang van het seizoen 2022/23 is de naamgeving voor de Hoofdklassen veranderd naar Vierde Divisie.
Deze Hoofdklasse bestond tot 2016 uit clubs die voornamelijk uit midden van het land kwamen. De grote publiekstrekkers uit deze competitie waren de plaatselijke derby's tussen de IJsselmeervogels en SV Spakenburg.

## Geschiedenis
Sinds het seizoen 1971/72 waren er twee landelijke zaterdagdivisies: de Eerste klasse A en de Eerste klasse B. In 1983 kwam hier de Eerste klasse C bij. Vanaf het seizoen 1996/97 zijn de namen van de klassen veranderd: de landelijke competities kregen de naam Hoofdklasse A, B en C. Vanaf het seizoen 2016/17 is de Hoofdklasse C komen ter vervallen en waren er twee zaterdag Hoofdklassen, grofweg verdeeld in Zuid (Hoofdklasse A) en Noord (Hoofdklasse B). Vanaf het seizoen 2022/23 is de naamgeving voor dit niveau veranderd naar Vierde Divisie.

## Kampioenen
Sinds de oprichting van de zaterdag Eerste klasse B domineerde IJsselmeervogels. 'De Rooien' werden twaalf keer kampioen. Het Veenendaalse DOVO was vijfmaal de sterkste. SV Spakenburg en ACV werden viermaal kampioen.
N.B.:Tot 1996 was dit de zaterdag Eerste klasse B. In 1996 werd de naam gewijzigd naar de zaterdag Hoofdklasse B.
Vanaf 2016 staan alle competities op 1 pagina.